# گمینا کیوچگووو
گمینا کیوچگووو (به لهستانی:  Gmina Kiełczygłów) یک گمینا در لهستان است که در شهرستان پاینچنو واقع شده‌است. گمینا کیوچگووو ۹۰٫۰۱ کیلومتر مربع مساحت و ۴٬۳۴۳ نفر جمعیت دارد.